# Piana dei Colli
La Piana dei Colli è una pianura situata al confine nord della città di Palermo.

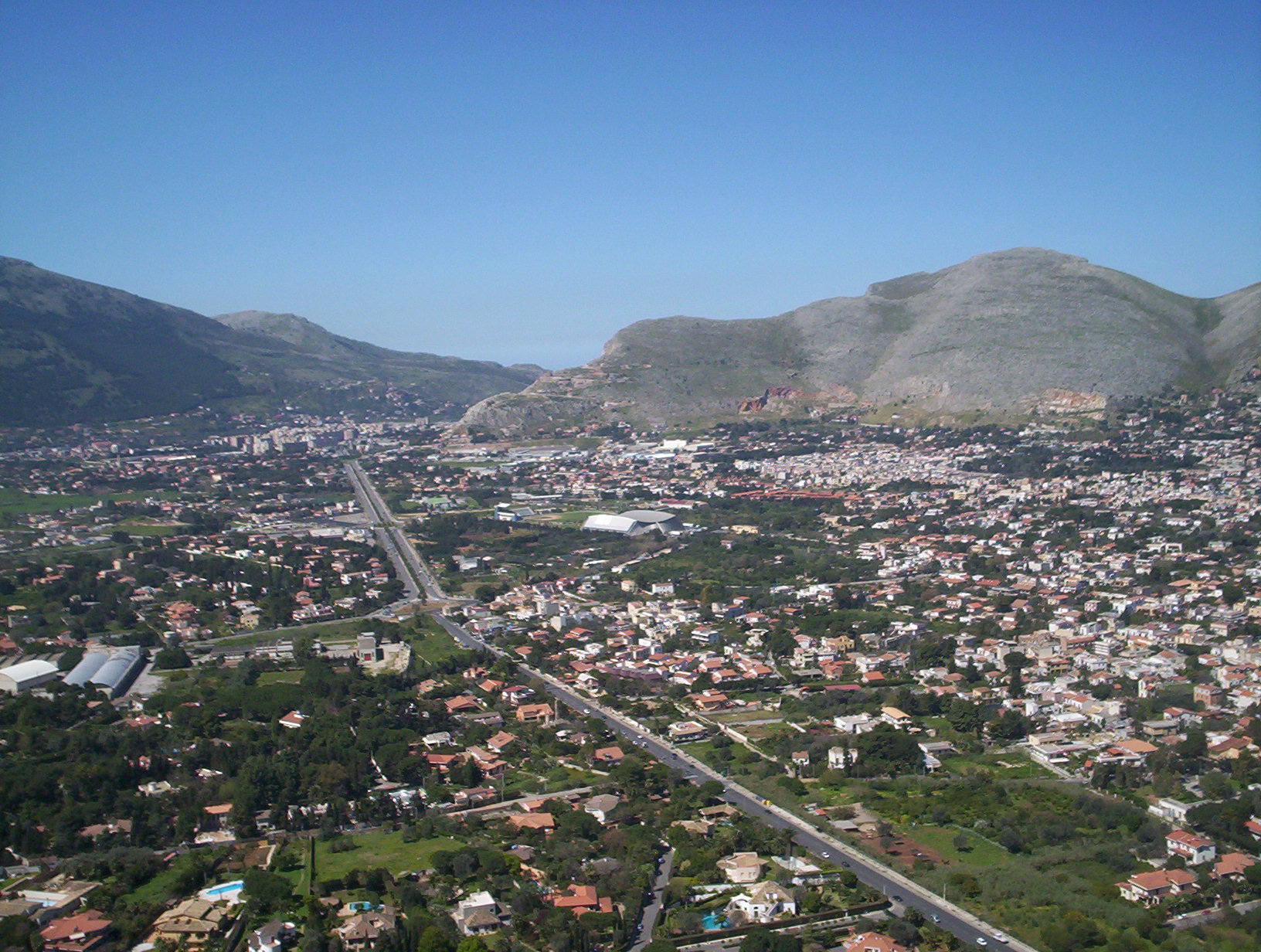
Veduta di una parte della Piana dei Colli

## Orografia
La Piana, localizzata nel settore nord-occidentale del capoluogo siciliano, è delimitata dalle falde orientali dei monti di Billiemi a est, del promontorio di Capo Gallo a sud e del Monte Pellegrino a ovest. A nord-est raggiunge il mare nel golfo di Mondello.
Prima della massiccia urbanizzazione legata al sacco di Palermo, la pianura era attraversata da numerosi corsi d'acqua fino al mare: questo la rese famosa per la sua rigogliosa vegetazione, parte della quale è ancora visibile all'interno delle ville settecentesce ancora presenti nel territorio e nel Parco della Favorita.

## Origini del nome
Il nome deriva dai monti che circondano l'area, tutti di altezza non eccessiva e di conseguenza paragonati a colline, da qui "piana dei colli".

## Storia
La pianura è stata abitata stabilmente nel corso dell'età del rame, periodo a cui risale la fondazione di villaggi composti da capannicoli stabili e di annesse necropoli, da parte delle tribù preistoriche che avevano colonizzato le caverne dei promontori circostanti durante il Paleolitico e che, mutate le condizioni climatiche, si erano evolute iniziando a sfruttare i terreni per l'agricoltura e ad allevare gli animali per il pascolo.   
Dopo la fondazione della città di Palermo, il territorio non è stato interessato per molto tempo da attività edilizie in quanto lontano dalla città murata. Fino al XVIII secolo l'area era quasi completamente libera da abitazioni, che invece iniziavano in prossimità del mare, nel borgo di Mondello: le dimensioni della campagna non avrebbero permesso un efficace sistema di difesa e per tale motivo eventuali nuclei abitativi nella zona sarebbero risultati una facile preda per i pirati barbareschi, che dal XV secolo avevano iniziato ad assaltare Palermo per depredare le ricchezze della fiorente imprenditoria.  
Nel Settecento il rischio di incursioni piratesche andava affievolendosi e si rendeva sempre più pressante il desiderio della classe aristocratica di fondare una zona di villeggiatura nella piana, visto che l'area di Bagheria andava saturandosi, così proprio questa zona venne scelta per la costruzione di grandi ville circondate da rigogliosi e ampi giardini, alcune delle quali sono ancora visibili nel tessuto ampiamente urbanizzato. Sempre nello stesso periodo andavano sviluppandosi, attorno ad alcune delle ville, dei piccoli agglomerati urbani quali per esempio San Lorenzo e Partanna. Negli anni Sessanta, durante il boom economico italiano, la frenesia edilizia spinse l'interesse dell'amministrazione civica del tempo verso questa piana semi incontaminata, così in pochi anni sorsero interi quartieri. 

### Il Baglio La Gumina (oggi Mercadante)
Il primo insediamento residenziale della Piana dei Colli è quasi certamente il Baglio La Gumina.
L’edificio di impianto seicentesco ha subito pochi rimaneggiamenti nel corpo di fabbrica, ma la flora e il parco circostante, originariamente ricco di agrumeti,  sono stati pesantemente travolti dall’avanzata dell’edilizia popolare del quartiere ZEN. Il baglio probabilmente appartenne in origine al marchese Pescia, ricco possidente della zona,  del quale una strada tortuosa, che inizia a Pallavicino, mantiene il nome. Passò successivamente, probabilmente per successione, alla nobile famiglia La Gumina che vi impiantò una coltivazione di sommacco per la produzione e la commercializzazione del chinino. Si trattava di un baglio fortificato,  aggregato ad una torre di difesa, con ingresso ad arco in conci di tufo. Il prospetto più antico relativo a questa fase era quello rivolto verso la via San Nicola, e la maggiore antichità è dimostrata dall’esistenza di una piccola cappella secentesca posta vicino all’arco, voluta dal barone La Gumina per onorare la nomina cardinalizia del fratello. Interessante la presenza di una scala nello spessore delle mura che chiudevano il baglio, funzionale alla difesa delle mura perimetrali; dopo il rifacimento in chiave residenziale la facciata fu rivolta verso via Pescia, alla quale era collegato da un viale lungo quasi un chilometro.  Nel XIX secolo il Baglio venne portato in dote da una La Gumina andata in sposa ad un membro della Famiglia Messeri. Le uniche due figlie nate da questo matrimonio sposarono due fratelli Mercadante. Purtroppo furti e vandalismi hanno di fatto devastato la villa;  nel 1980  è stato asportato anche il mezzobusto in marmo del Cardinale La Gumina posto in una nicchia sul concio di chiave dell’arco.

## Stato attuale
Attualmente nella piana sono presenti vari quartieri costruiti quasi tutti intorno agli anni sessanta e settanta durante il cosiddetto sacco di Palermo. Si tratta dei quartieri della Palermo bene, infatti è una delle zone più curate della città. In mezzo a questa folta edilizia urbana sono ancora presenti molte delle ville aristocratiche che nel Settecento e nell'Ottocento resero famosa la zona come luogo di villeggiatura estiva dell’aristocrazia insieme a Santa Flavia, Bagheria, Acquasanta, Mondello, Conca d’oro, ecc.